# A ló az indián kultúrában
A ló igen nagy változást hozott az indiánok életébe, mivel az addig helyhez kötött emberek, így már távolabbra tudtak vándorolni szülőhelyeiktől.

## Története
A lovat az indiánok először a szellemek ajándékának tartották, és „Szellemkutyának” vagy „Orvosságos Kutyának” nevezték, mert, ahogy azt az aranyvadász Francisco Vásquez de Coronadóval utazó egyik spanyol 1541-ben írta, a síksági indiánok hagyományosan kutyával szállították áruikat egyik helyről a másikra. A kutyák a franciák által „travois”-nak, azaz csúszkának nevezett eszközt vontattak, ami két hosszú rúdból állt, benne a középütt felfüggesztett rakománnyal.
A síksági ló, ez az andalúziai és az arab ló spanyolok által meghonosított keverékéből származó, mokány, borzas fajta felszabadító erővel hatott a síkságok földművelő falvaira és vadásztáboraira. Az új állat hihetetlenül megnövelte erejüket és mozgékonyságukat, és hamarosan nélkülözhetetlenné vált a vadászok és a harcosok számára egyaránt.
A lovakkal leginkább a harcos és bölényvadász férfiak foglalkoztak, de sok törzsben a nőknek is voltak lovaik. Lónak és lovasának készen kellett állnia a bölényvadászatra és az afféle törzsek közti versengésekre, mint amilyenek a síksági indiánok életének jellegzetes vonásává váló lószerző akciók is voltak. Ember és ló összenőtt; a gyerekek pónikon lovagoltak, és így sajátították el a felnőttéletben nélkülözhetetlen lovaglótudományt. Megtanulták, hogy képesek legyenek lecsúszni a vágtázó ló oldalára, mert a csatában a ló oldala létfontosságú pajzsnak számított. A vadászok és a harcosok nyereg nélkül, vagy kicsi és könnyű, bölényszőrrel vagy fűvel kitömött nyergeket használva ülték meg a lovat. Emellett a síkságiak különleges alkalmakra nehéz fanyergeket is készítettek. A lovat fonott nyersbőr gyeplővel és egy darab, az alsó állkapcson áthurkolt nyersbőr zablával irányították.
A 19. század elejére új és dinamikus síksági kultúra bontakozott ki, melyben a ló hathatós eszköz, a társadalmi helyzet és a gazdagság szimbóluma, a törzsi büszkeség kifejezője volt. A ló nagybecsű értéknek számított. Némely harci főnöknek ezer lóból álló ménese is volt, míg egy 2000 fős komancs csapat 15 000 lovat birtokolt. A férfi házasságkötéskor lóval ajándékozta meg a menyasszony családját, és ugyancsak a ló viselte a csatában harcosa és a törzs jelképeit. A modern vadászgépekre festett hadi érdemrendekhez hasonlóan a lovak korábbi rajtaütéseket jelentő festett patanyomokat és a harcban megölt ellenség számát jelző kézlenyomatokat viselhettek magukon.